# William Anson
William Reynell Anson, 3:e baronet född 14 november 1843, död 4 juni 1914, var en brittisk rättslärd och politiker.

## Biografi
Anson blev 1867 medlem av All souls college i Oxford samt 1881 dettas föreståndare. 1873 ärvde Anson en baronetvärdighet. Från 1874 var han föreläsare i engelsk rätt, den ende i Oxford. Anson utgav 1879 The principles of the English law of contract, som upplevde 16 upplagor, och The law and custom of the constitution (1886-92). 1898 utsågs Anson till vice-chancellor vid Oxfords universitet och 1899 till parlamentsledamot. Som sådan kvarstod han till sin död, huvudsakligen ägnade han sig åt undervisnings- och konstitutionsfrågor. Anson var parlamentssekreterare i Balfours ministär 1902-05 och hade en verksam del i dess skolreform 1903. Han blev ledamot av Privy council 1911.